# Siły Morskie Gruzji
Siły Morskie Gruzji (gruz. საქართველოს სამხედრო-საზღვაო ძალები, sakartwelos samchedro-sazghwao dzalebi – siły wojskowo-morskie Gruzji) – marynarka wojenna Gruzji, część sił zbrojnych tego państwa. Utworzona 7 lipca 1993 roku, po powstaniu niepodległej Gruzji. Główną bazą była Poti. Została zlikwidowana w 2009 roku – połączona ze Strażą Wybrzeża Gruzji.

## Historia
Decyzja o utworzeniu własnej marynarki wojennej przez Gruzję została podjęta dopiero po pewnym czasie po ogłoszeniu niepodległości, po rozpadzie ZSRR. Marynarka wojenna została utworzona 7 lipca 1993 roku, równocześnie ze Strażą Wybrzeża. Gruzja nie uczestniczyła w podziale Floty Czarnomorskiej ZSRR pomiędzy Rosję, która przejęła większość floty, a Ukrainę. Dopiero w drugiej połowie lat 90. Gruzja otrzymała kilka niewielkich okrętów od Ukrainy, a także innych państw regionu: Grecji, Turcji i Bułgarii.

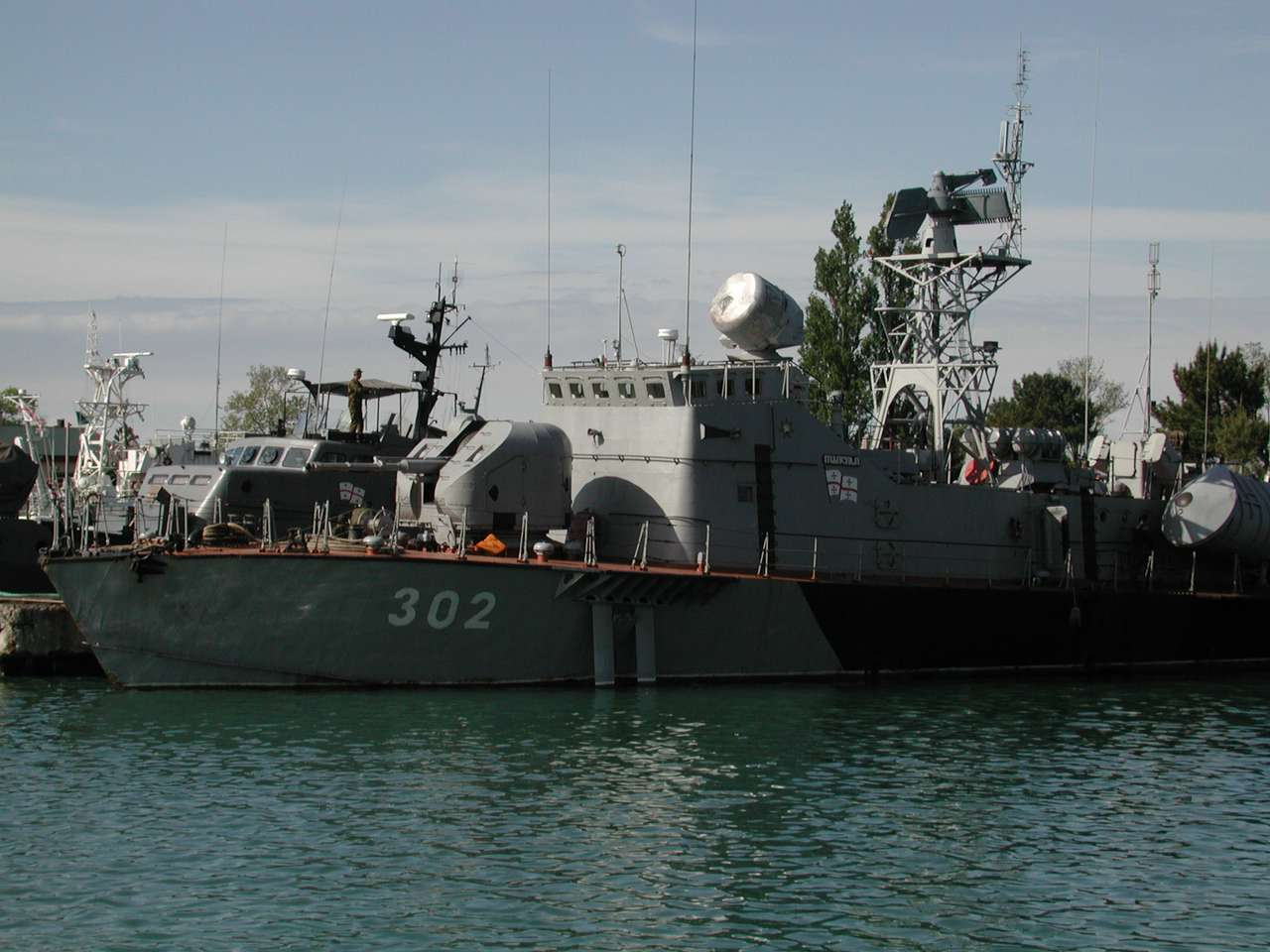
Kuter rakietowy „Tbilisi” i patrolowiec „Kutaisi” w 2004 roku

Marynarka Gruzji była nieliczna, jej jedynymi okrętami o wartości bojowej uzyskanymi przez 2008 rokiem były dwa kutry rakietowe: poradziecki „Tbilisi” projektu 206MR otrzymany w 1999 roku od Ukrainy oraz „Dioskuria” typu Combattante II, otrzymany w 2004 roku od Grecji, wyposażony w zachodnie systemy uzbrojenia, w tym pociski Exocet. Oprócz tego w skład marynarki weszło kilka okrętów lub kutrów patrolowych, uzbrojonych w działka małokalibrowe, z tego tylko dwa o wyporności ponad 100 ton (eks-turecki „Kutaisi” i poradziecki „Batumi” proj. 205P). Marynarka używała także uzbrojonych trawlerów z działkami kalibru 40 mm. W 2001 roku Bułgaria przekazała Gruzji dwa małe okręty desantowe projektu 106K. Marynarka posiadała także cztery trałowce  projektu 1258 (Yevgenya), ale prawdopodobnie nie były sprawne. W 2002 roku marynarka wraz ze Strażą Wybrzeża liczyła 3100 ludzi personelu. Główną bazą było Poti, a oprócz tego Batumi. 
Większość jednostek marynarki, a także Straży Wybrzeża, została zniszczona podczas wojny rosyjsko-gruzińskiej w sierpniu 2008 roku. Brak jest informacji, żeby okręty marynarki wzięły udział w walce, a 10 sierpnia doszło jedynie do starcia okrętów rosyjskich z kutrami patrolowymi, prawdopodobnie Straży Wybrzeża. Główne okręty marynarki wojennej, w tym oba kutry rakietowe zostały natomiast zniszczone przez rosyjskie oddziały w zajętej bazie Poti 13 sierpnia. Część mogła być uszkodzona w ataku lotniczym poprzedniego dnia.
W 2009 roku marynarka wojenna Gruzji została zlikwidowana i połączona ze strażą wybrzeża. 

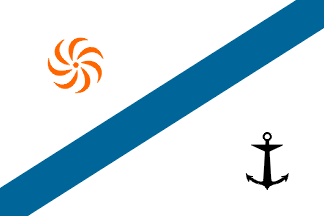
Bandera w latach 1997-2004